# Sociedad Nacional de Agricultura
La Sociedad Nacional de Agricultura è il soggetto che riunisce gli operatori e le organizzazioni collettive del settore agricolo e agroindustriale cileno. Fondata nel 1838, è la più antica associazione del Cile.
Il suo obbiettivo è quello di rappresentare gli agricoltori per tutelarne gli interessi comuni, promuvere politiche pubbliche per lo sviluppo del settore, dare impulso alla formazione del capitale umano e favorire la nascita di relazioni lavorative virtuose.

## Storia
L'associazione fu fondata il 18 maggio 1838 e trovò in José Miguel de la Barra (1799-1858) uno dei suoi più importanti promotori. Dopo aver soggiornato a Londra e a Parigi espose ad Andrés Bello e a Manuel de Salas la propria idea di dar vita a un'organizzazione che rappresentasse gli interessi economici delle imprese agricole cilene nei confronti dello Stato.
Considerata come il gruppo di interesse più antico e più influente della Repubblica del Cile, la Sociedad Nacional de Agricultura fu istituita con l'obbiettivo di promuovere la razionalizzazione, lo sviluppo e la tutela dell'agricoltura e delle attività agroindustriali correlate".
La maggioranza dei membri del suo consiglio direttivo erano grandi latifondisti e proprietari terrieri che assunsero incarichi politici col Partito Liberale e Conservatore, e, in misura minore, anche col Partito Radicale. Ventinove membri del direttivo arrivarono a ricoprire il ruolo di Ministro dell'Agricoltura; uno di essi, Ramón Barros Luco divenne Presidente della Repubblica del Cile, in carica dal 1910 al 1915.
Da 1930 al 1961, i membri del direttivo si dedicarono principalmente alla politica e agli affari economici, mentre una minima parte di essi fu realmente impegnata in un'attività imprenditoriale di tipo agricolo.

## Cronologia
Le principali tappe storiche dell'associazione nella vita del Cile possono essere riassunte nella seguente cronologia:
- 1838: Joaquín Prieto concesse la personalità giuridica e il riconoscimento legale alla Sociedad Chilena de Agricultura y Colonización. Il primo presidente eletto a maggio fu Domingo Eyzaguirre Arechavala (1775-1884). Pochi mesi più tardi, fu dato alle stampe il primo numero di El Agricultor, la rivista ufficiale dell'associazione.
- 1851: viene istituita la prima scuola pratica di agricoltura con ventidue studenti. In quel decennio, la SNA adottò il nome attuale. Benjamín Vicuña Mackenna fu eletto segretario generale e redasse lo statuto associativo.
- 1869: la prima Esposizione Agricola, Zootecnica e Internazionale, precursore della Fiera Internazionale di Santiago (FISA), viene inaugurata nella via che all'epoca fu chiamata Exposición.
- 1920: nasce l'Istituto di studi biologici Enrique Matte, dedicato alla ricerca sui vaccini e i farmaci per la cura del bestiame. Cinque anni dopo, viene inaugurata la prima Stazione Sperimentale Agricola del Cile nella fattoria "La Vega" a Paine.

Antonio García Reyes e Benjamín Vicuña Mackenna si erano avvicendati nella ruolo di Segretario Generale. 
- 1924: su impulso della SNA, viene istituito il Ministero dell'Agricoltura cileno.
- 1936: viene fondata Radio Agricultura, che trasmette per la prima volta il 15 ottobre un discorso del presidente dell'epoca Arturo Alessandri Palma.
- 1953: nasce il telegiornale El Vocero Agrícola.
- 1967: il Presidente firma la legge di riforma agraria, che semplifica le procedure di espropriazione collettiva della proprietà terriera. La Compagnia iniziò a fornire assistenza legale e politica agli agricoltori relativamente a questo aspetto critico.
- 1977: primo anno di attività della Corporación de Desarrollo Social del Sector Rural (Corporazione per lo sviluppo sociale del settore rurale, Codesser).
- 1981: il settore agrario cileno ottiene l'istituzione della Seguro Agrícola, una copertura assicurativa privata contro i danni climatici e da incendi, erogata dalla banche e sovvenzionata dallo Stato.
- 1982: il Ministero dell'Istruzione affidò al Codesser la gestione delle scuole tecniche agrarie.
- 1991: viene siglato un accordo-quadro che impegna la SNA a formare Gruppi di Trasferimento Tecnologico (GTT) in tutto il Cile. I GTT vengono coordinati come comunità di pratiche di 10-15 membri, in genere tutti imprenditori, che insistono su un'area agricola omogenea, con colture simili e interessi socioeconomici comuni. I gruppi condividono le esperienze produttive, la programmazione della produzione e gli investimenti di sviluppo.[3]
- 2002: la SNA partecipa attivamente ai vari round del negoziato per l'accordo di libero scambio con l'Unione europea e poi con gli Stati Uniti.
- 2008: l'associazione fissa il proprio vertice annuale nella Repubblica Popolare Cinese, come segno della volontà di promuovere il commercio estero e aprire nuovi sbocchi di mercato.
- 2019: la Corporación Chilena de la Madera, l'associazione cilena del settore forestale e del legno, attua un partenariato con la SNA.

## Lo sviluppo nel dopoguerra
Le elezioni parlamentari del 1953 videro un forte ridimensionamento del consenso a favore dei partiti che da anni si alternavano al governo (radicali, conservatori e liberali) a favore dell'ascesa di Carlos Ibáñez del Campo, che propugnò il ritorno a un intervento diretto, diffuso e pervasivo dello Stato nell'economia, mediante l'opposizione al regime latifondista e al modello della locazione patriarcale della proprietà terriera, la tutela del lavoro col salario minimo garantito e l'amministrazione dei prezzi finali.
Queste riforme del settore agroindustriale furono introdotte da Ibáñez durante il sesto decennio del XX secolo. Le idee e le proposte politiche della SNA si possono desumere dagli editoriali pubblicati da El Campesino, organo ufficiale dell'associazione. Nel 1953, la SNA sostenne che la politica ibanista aveva ostacolato il miglioramento della produttività agricola, dell'offerta di mercato e del tenore di vita medio dei cileni. L'associazione criticò l'assenza di investimenti di rilievo nell'ammodernamento e nella meccanizzazione delle imprese, nella formazione, ovvero una politica protezionistica di dazi e dogane utile per arginare l'importazione di merci straniere. Il principale intervento statale chiesto dalla SNA e disatteso dal presidente fu quello di garantire un'effettiva parità di trattamento fra produttori esteri e nazionali.
Il presidente cileno intendeva riformare il modello della locazione patriarcale che consisteva in una sorta di patto non scritto fra proprietari e fittavoli (o mezzadri) perché, alla morte di questi ultimi, la terra fosse riaffidata ai loro figli. Secondo la SNA, questo meccanismo storico di trasmissione del sapere agrario e della terra da coltivare aveva reso possibile «la difesa comune del suolo e della vita», facendo prosperare un'intera società.
La SNA riteneva che in un Paese così diversificato socialmente, qualsiasi mutamento radicale e repentino avrebbe destabilizzato il settore agricolo e creato sfiducia nelle masse, mettendo a rischio investimenti e impegno individuale nel lungo termine. Questo era ritenuto vero in misura maggiore per un progetto che era privo di un passato storico, di una base scientifica presente e di una programmazione futura.
L'introduzione del diritto al salario minimo completò quel processo di alienazione del contadino rispetto al proprio lavoro, che era già stato avviato con il superamento del modello del latifondismo patriarcale. La legge fu criticata perché andava a impattare in negativo la quota di cottimo, determinando un crollo della produttività agricola e della disponibilità di prodotti alimentari, in un momento di grave difficoltà economica per il Paese. Veniva a mancare un elemento di retribuzione che accomunava gli interessi personali di datori e lavoratori, il cui riconoscimento - su base volontaria dell'impresa e non come diritto previsto per legge - stava a fondamento di un legame affettivo dei braccianti e degli agricoltori nei confronti della terra e dei suoi proprietari. L'insicurezza del posto di lavoro e la disaffezione per la terra di residenza avrebbero favorito una condotta di lavoro molto meno responsabile e di pari passo più propensa al nomadismo.
Nel 1956, la SNA chiese al governo di sedersi intorno a un tavolo tecnico per la fissazione del prezzo del grano. L'associazione sosteneva che l'amministrazione politica dei prezzi «senza alcun rapporto con il costo di produzione o con il livello dei prezzi internazionali» avrebbe finito col deprimere la produzione e l'offerta di beni edibili. Più che l'amministrazione politica dei prezzi, l'SNA contestava il fatto che il governo non avesse interpellato gli operatori di settore, assumendo delle decisioni per loro economicamente insostenibili. L'associazione chiese anche di non dimenticare il settore, unendo alla politica industriale esistente una legge di riforma agraria che democratizzasse l'accesso alla proprietà terriera, nonché una politica "tecnica" tesa all'incremento della produttività agricola.
Nella seconda metà degli anni cinquanta, la SNA criticò il fatto che il governo che si occupava di amministrare i prezzi, senza contingentare le quote di mercato, aprendo l'economia del Cile all'ingresso di una quantità illimitata di prodotti di importazione, realizzati in Paesi che erano caratterizzati da una struttura di costo e da un potere di acquisto della moneta del tutto differenti. 
Tale prassi "a doppio binario" - interventista nel mercato interno e liberista con le imprese estere - avrebbe rischiato di portare i prezzi di equilibrio al di sotto del cosiddetto punto di fuga, vale a dire il livello minimo per il quale il prezzo riesce a pareggiare i costi variabili unitari, evitando una produzione in perdita e la scelta da parte degli imprenditori di chiudere o delocalizzare la propria attività.

## Lista dei presidenti
- Domingo Arechavala (1838-1839)
- Pedro Mena Ramírez (1839-1844)
- Rafael Larraín Moxó (1845-1855)
- Jerónimo Urmeneta (1856-1858)
- Álvaro Covarrubias (1859-1870)
- Domingo Bezanilla (1870-1874)
- Rafael Larraín Moxó (1875-1889)
- Nataniel Cox (1890-1893)
- Evaristo Sánchez (1894-1895)
- Raimundo Valdés (1895-1901)
- Ramón Barros Luco (1901-1910)
- Raimundo Larraín (1911-1913)
- Rafael Tagle (1914-1915)
- Pedro Ruiz-Tagle (1915-1924)
- Luis Larraín Prieto (1924-1930)
- Enrique Matte Eyzaguirre (1930-1931)
- Miguel Letelier Espínola (1931-1932)
- Maximiliano Ibáñez (1932-1933)
- Jaime Larraín García-Moreno (1933-1940)
- Benjamín Matte (1940-1941)
- Máximo Valdés Fontecilla (1941-1943)
- Joaquín Echeñique Letelier (1943-1946)
- Máximo Valdés Fontecilla (1946-1953)
- Recaredo Ossa Undurraga (1953-1956)
- Luis Alberto Fernández Larraín (1957)
- Recaredo Ossa Undurraga (1957-1958)
- Guillermo Noguera Prieto (1958-1961)
- Luis Alberto Fernández Larraín (1961-1963)
- Víctor Braun Page (1963-1965)
- Luis Larraín Marín (1965-1967)
- Hugo Zepeda Barrios (1967-1969)
- Benjamín Matte Guzmán (1969-1973)
- Máximo Valdés Vial (1973)
- Alfonso Márquez de la Plata (1973-1977)
- Francisco Bascuñán Ariztía (1977-1979)
- Germán Riesco Zañartu (1979-1983)
- Manuel Valdés Valdés (1983-1987)
- José Moreno Aguirre (1987-1989)
- Jorge Prado (1989-1993)
- Ernesto Correa Gatica (1993-1997)
- Ricardo Ariztía de Castro (1997-2001)
- Andrés Santa Cruz López (2001-2005)
- Luis Schmidt Montes (2005-2009)
- Luis Mayol (2009-2011)
- Patricio Crespo (2012-2017)
- Ricardo Ariztía de Castro (2017-2021)
- Cristián Allendes Marín (2021-2023)
- Antonio Walker (2023-)